# Manuel Usandizaga Soraluce
Manuel Usandizaga Soraluce (San Sebastián, 1898-Barcelona, 1982) fue un ginecólogo español creador de la Escuela de Enfermería en el Hospital de Valdecilla en Santander. Posteriormente obtuvo la cátedra  de Ginecología en la Universidad de Barcelona donde fundó la Escuela Profesional de Obstetricia y Ginecología llegando a ser presidente de la Sociedad Española de Obstetricia y Ginecología.

## Trayectoria profesional
Nació en San Sebastián en 1898 y era hermano menor del compositor y pianista José María Usandizaga.
Estudió la carrera de Medicina en la Universidad  de Madrid, los tres últimos años como alumno libre, siendo alumno interno en el Hospital de Basurto de Bilbao. Allí se formó como ginecólogo pasando en 1926 a dirigir la consulta de Obstetricia en dicho Hospital.
En 1931 obtuvo en Madrid el título de doctor con la tesis El hemograma de Schilling en el embarazo, parto y puerperio.
Amplió estudios en Alemania y Austria. Trabajó en San Sebastián (1926- 1929) en la Casa de Socorro Municipal.
En 1930 fue nombrado jefe del Servicio de Ginecología de la Casa Salud de Valdecilla (Santander) donde creó la Escuela de Enfermería que fue pionera en su época.
En 1935 obtuvo, por oposición, la Cátedra de Obstetricia y Ginecología de la Facultad de Medicina de  la Universidad de  Salamanca y, tras pasar por las Universidades de Zaragoza y Valladolid, en 1949 ganó la Cátedra en la Facultad de Medicina de la Universidad de  Barcelona.
En Barcelona fundó la Escuela Profesional de Obstetricia y Ginecología y fue además responsable de la enseñanza de la Historia de la Medicina en la Universidad de Barcelona.
En 1966 fue nombrado director de la Residencia Maternal del Hospital Universitario Valle de Hebrón.
Entre sus distinciones destacan las siguientes: la Gran Cruz de Alfonso X el Sabio; la Medalla al Mérito en el Trabajo y Oficial de la Orden del Mérito de Francia.
En 1956 ingresó como académico de número en la Real Academia de Medicina de Barcelona.
Fue presidente de la Sociedad Española de Ginecología y Obstetricia y fue miembro de la Real Sociedad Bascongada de Amigos del País.
Falleció en Barcelona en 1982.

## Publicaciones
Fue fundador de la revista "Acta Gynaecologica et Obstetrica Hispano-Lusitana" que dirigió desde 1968 hasta su muerte. 
Autor de obras como:
- El alumbramiento normal y el patológico, (Madrid, 1927);

- Manual de la Enfermera y del Practicante, (San Sebastián, 1934);

- Historia de la Obstetricia y de la Ginecología en España,( Santander, 1944);

- Toxicosis gravídicas, (Santander, 1947);

- Historia del Real Colegio de San Carlos de Madrid, 1787-1828, (Madrid, 1948);

- Historia de la Obstetricia y Ginecología en España (1944)

- Historia  de Los Ruiz de Luzuriaga, eminentes médicos vascos ilustrados (Salamanca, 1964).[2]